# 栗田寛

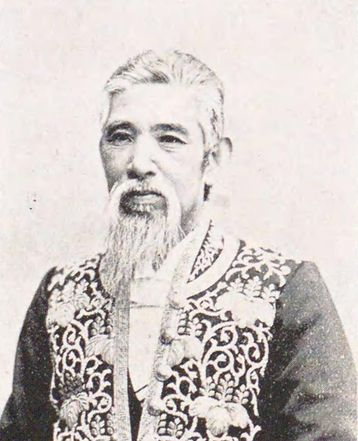
栗田寛

栗田 寛（くりた ひろし、天保6年9月14日（1835年11月4日） - 明治32年（1899年）1月26日）は、幕末水戸藩に仕えた国学者・歴史学者。元東京帝国大学教授。『大日本史』において最後まで未完であった「表」「志」を執筆した。号は栗里。幼名は八十吉。初名は利三郎。養子に栗田勤、栗田健男海軍中将は孫。

## 来歴・人物
水戸城城下町で代々油屋を営む栗田雅文の子として生まれる。幼少より読書を好み、親から貰った毎日8文のお小遣いを貯めて、2日に1度16文の絵草子を買って古の武士の活躍に心躍らせたという。後に石河幹脩・会沢正志斎・藤田東湖らに漢学・国学・史学を学んだ。20歳のときに『古字集』を著した。
24歳の時、町人出身ながら彰考館への出仕を命じられ、豊田松岡（天功）の指導を受けながら史書編纂事業にあたった。文久元年（1861年）に『国造本紀考』を著してその将来を嘱望される。また、翌年に以前から手がけていた『大日本史』の本紀・列伝全100巻を書写し終えたが、その中で紀伝体歴史書には必要な「志」と「表」、特に日本神話の研究には欠かせない「神祇志」が未完成であることを嘆き、その完成を志した。だが、徳川斉昭・豊田松岡らが相次いで世を去り水戸藩内は政争の時代に入る。栗田は政争には関与せずに彰考館の維持に尽力したが、藩内の理解を得られず野に下った。
慶応3年（1867年）に『大日本史』編纂再開論が高まり、栗田は彰考館物書役として呼び戻される。明治2年（1869年）に栗田は藩に上書して『大日本史』の「表」「志」の編纂をして天下に尊皇の大道を示すべきであると唱えた。この年、彰考館は水戸徳川家直属機関となり、水戸藩の支配から離れて栗田ら職員も水戸徳川家の家扶（家人）となった。だが、これによって藩の政治の動向に編纂が拘束されることは無くなり、以後の編纂事業は大いに促されることとなる。
明治4年（1871年）に「刑法志」の刊行を行い、順次完成した志の刊行を行う。廃藩置県後に茨城県・教部省・修史局への出仕を命じられ、神道祭祀制度整備や修史事業に尽力するが、明治8年（1875年）に辞職して『大日本史』編纂に専念、「仏事志」「職官志」「氏族志」「礼楽志」「食貨志」などを刊行する。また、明治13年（1880年）には私塾・輔仁学舎を開いて水戸学を受け継ぐ次世代の育成に努めた。
明治17年（1884年）に栗田は元老院准奏任御用掛に召されて5年間勤務、明治22年（1889年）に辞任して再度『大日本史』編纂に専念するも、明治25年（1892年）に東京帝国大学文科大学教授として再度出仕して日本史・国文学の講義を持った。この頃になると、栗田の教えを受けた世代が栗田の構想を元に残された「志」「表」の編纂作業に努め、栗田の悲願であった「神祇志」も完成した。明治32年（1899年）に栗田は63歳で死去、墓所は水戸市六地蔵寺。『大日本史』は一部の校訂などを残してほぼ完成していた。死の直前に従四位と文学博士が授けられた。明治天皇に『大日本史』完成の上奏がなされたのは栗田の死から7年後である。

## 栄典
- 1897年（明治30年）10月30日 - 正五位[2]

## 著書
- 神葬略説 考古堂 1874
- 大日本史音訓便蒙 温故堂 1875.3
- 葬礼私考 北野神社 1876.7
- 神祇志料 温故堂 1876-1887
- 荘園考 大八洲学会 1888
- 勅語講義 博文館 1892.9
- 祭礼私攷 皇典講究所 1895.1
- 天朝正学 国光社 1896.12
- 常磐物語 日新堂 1897.10
- 神器考証 国学院 1898.7
- 古風土記逸文 大日本図書 1898
- 標注古風土記 大日本図書 1899
- 新撰姓氏録考証 吉川弘文館 1900.1
- 栗里先生雑著 吉川弘文館 1901

## 復刊
- 新撰姓氏録考証 臨川書店 1969
- 神祇志料 思文閣 1971
- 常磐物語 崙書房 1974
- 古風土記逸文考証 有峰書店 1977.6
- 栗里先生雑著 現代思潮社 1980.4 (続日本古典全集)